# Sun Yuxi
Sun Yuxi (chiń. 孙玉玺; ur. październik 1951 w Harbinie) – chiński poeta i dyplomata. W latach 2010–2012 ambasador Chińskiej Republiki Ludowej w Polsce.

## Życiorys
Urodził się w 1951 roku w Harbinie, w prowincji Heilongjiang. W latach 1973–1978 kształcił się na Pekińskim Uniwersytecie Języków Obcych (Beijing Foreign Studies University) w Pekinie, i w latach 1978–1979 w Londyńskiej Szkole Ekonomicznej (London School of Economics). Karierę zawodową rozpoczął w 1979 roku od stanowiska tłumacza ambasadora w ambasadzie chińskiej we Francji. Pracował w Ministerstwie Spraw Zagranicznych ChRL (1981–1988), w ambasadach – w Pakistanie (1988–1991) i Kambodży (1991–1993), w MSZ (1993–1995), w ambasadzie w KRL-D (1995–1998), w MSZ (1998–2002). Następnie piastował funkcje ambasadora – w Afganistanie (2002–2004), Indiach (2004–2007), we Włoszech i San Marino (2007–2009), od 2010 do 2012 w Polsce.
W 2012 odznaczony Krzyżem Komandorskim Orderu Zasługi Rzeczypospolitej Polskiej.
Sun Yuxi jest żonaty i ma jedną córkę.